# Абашидзе Нуну Джансугівна
Нуну Джансугівна Абашидзе (нар. 27 березня 1955, Нововолинськ, Волинська область, УРСР, СРСР) — українська радянська штовхальниця ядра, бронзова призерка Всесвітніх ігор ІААФ у приміщенні (1985) та чемпіонату Європи (1982), триразова чемпіонка СРСР (1979, 1982, 1984) та чотириразова чемпіонка СРСР в приміщенні (1979, 1981, 1984, 1986), багаторазова чемпіонка УРСР, учасниця Олімпійських ігор (1980), рекордсменка УРСР та України.
Майстер спорту міжнародного класу СРСР (1979). Член збірної команди СРСР (1978—1986). На внутрішніх змаганнях представляла спортивне товариство «Динамо» та Одесу. Закінчила Одеський медичний інститут (1982).
Легкою атлетикою почала займатись у 1967 в Нововолинську, штовханням ядра — у 1969. Першим тренером спортсменки був Володимир Гринь. Чоловік — Анатолій Мишляєв, майстер спорта з акробатики. Сестра — Олександра (нар. 1958), з якою тренувались разом у Юхима Домовського. З 1986 живе у Канаді.

## Статистика

### Особисті найкращі результати сезонів
| 1970                  | 1971  | 1972  | 1973  | 1974  | 1975  | 1976  | 1977 | 1978  | 1979  | 1980  | 1981  | 1982  | 1983  | 1984  | 1985  | 1986  | 1996  | 1998  |
| --------------------- | ----- | ----- | ----- | ----- | ----- | ----- | ---- | ----- | ----- | ----- | ----- | ----- | ----- | ----- | ----- | ----- | ----- | ----- |
| в приміщенні          |       |       |       |       |       |       |      |       |       |       |       |       |       |       |       |       |       |       |
|                       |       |       |       |       |       |       |      |       |       | 19,44 |       |       |       | 21,06 |       |       |       |       |
| на відкритому повітрі |       |       |       |       |       |       |      |       |       |       |       |       |       |       |       |       |       |       |
| 12,04                 | 13,15 | 14,71 | 16,64 | 17,72 | 17,59 | 19,08 | —    | 18,62 | 20,25 | 21,37 | 18,57 | 21,23 | 20,94 | 21,53 | 20,45 | 20,90 | 16,34 | 14,52 |

### Виступи на основних міжнародних змаганнях
| Рік  | Змагання                       | Місто     | Місце | Примітки |
| ---- | ------------------------------ | --------- | ----- | -------- |
| 1973 | Чемпіонат Європи серед юніорів | Дуйсбург  | 4     | 15,27    |
| 1980 | Олімпійські ігри               | Москва    | 4     | 21,15    |
| 1981 | Чемпіонат Європи в приміщенні  | Гренобль  | 4     | 18,50    |
| 1982 | Чемпіонат Європи               | Афіни     | 3     | 20,82    |
| 1983 | Чемпіонат Європи в приміщенні  | Будапешт  | 5     | 19,27    |
| 1983 | Чемпіонат світу                | Гельсінкі | 4     | 20,55    |
| 1983 | Кубок Європи                   | Лондон    | 3     | 18,88    |
| 1984 | Чемпіонат Європи в приміщенні  | Гетеборг  | 4     | 20,03    |
| 1985 | Всесвітні ігри в приміщенні    | Париж     | 3     | 18,82    |
| 1986 | Чемпіонат Європи в приміщенні  | Мадрид    | 4     | 18,44    |
| 1986 | Чемпіонат Європи               | Штутгарт  | 6     | 19,99    |

## Допінг
Згідно з інформацією в профілі спортсменки на сайті Світової легкої атлетики та в деяких інших виданнях, Нуну Абашидзе була дискваліфікована в 1981 за порушення анти-допінгових правил з анулюванням всіх результатів за 1981—1982, в тому числі бронзової нагороди на чемпіонаті Європи 1982 та 4-го місця на чемпіонаті Європи в приміщенні 1981. Водночас, вказані виступи спортсменки не вважаються анульованими згідно з офіційними статистичними довідниками ЄАА щодо європейських першостей.